# Aftokinitodromos 2
Der Aftokinitodromos 2 / Αυτοκινητόδρομος 2 (griechisch für ‚Autobahn 2‘) ist in Griechenland die wichtigste Straßenverbindung sowie die erste Autobahn in Nordgriechenland von West nach Ost. Zugleich ist sie das größte Infrastrukturprojekt im modernen Griechenland. Offiziell wird sie auch als Egnatia Odos (griechisch Εγνατία Οδός, „Egnatia-Straße“) bezeichnet, was auf die römische Via Egnatia zurückgeht. Die gesamte A2 ist zugleich Bestandteil der Europastraße 90 (E90).

## Verlauf

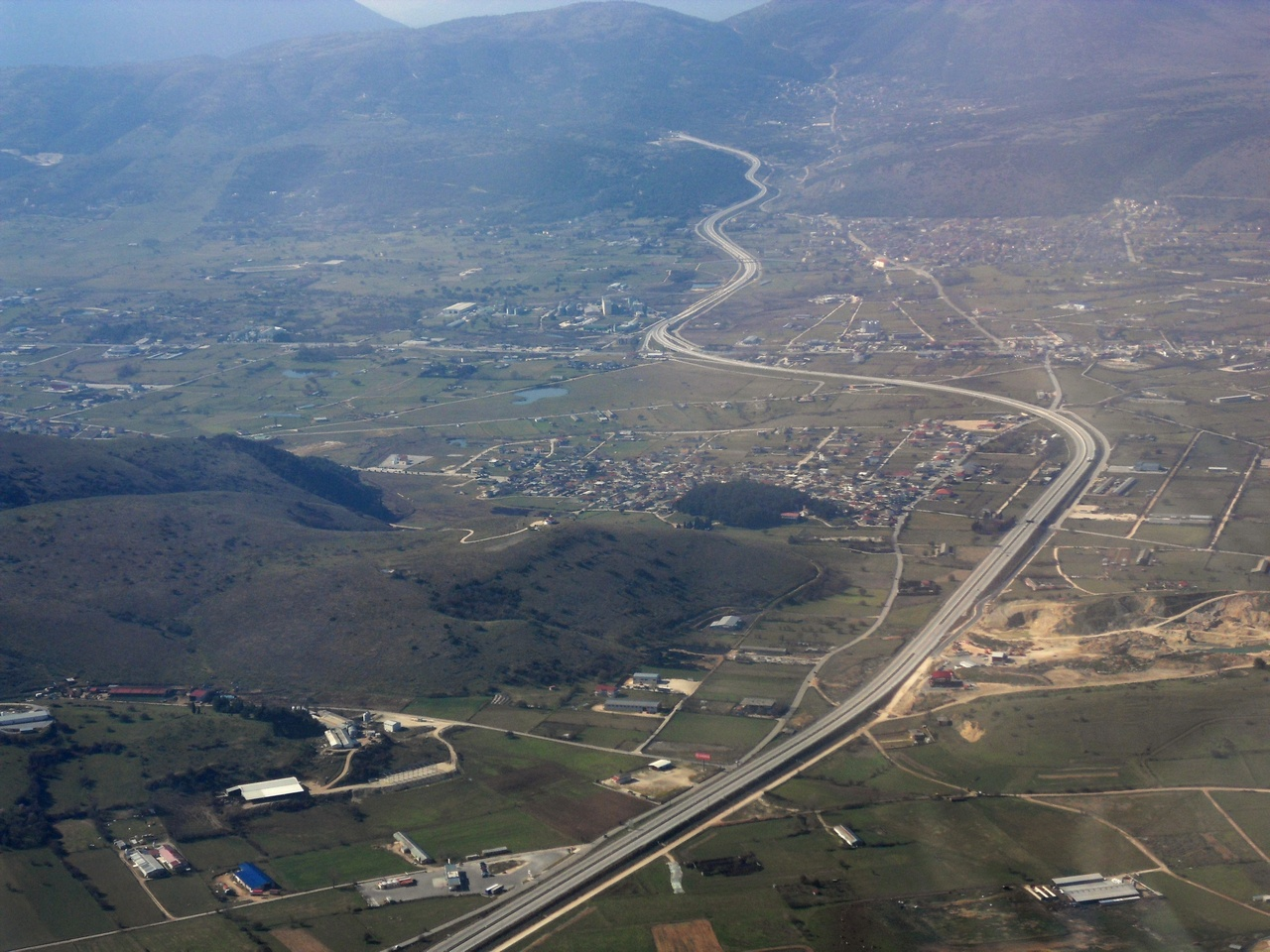
Egnatia Odos in der Nähe von Ioannina

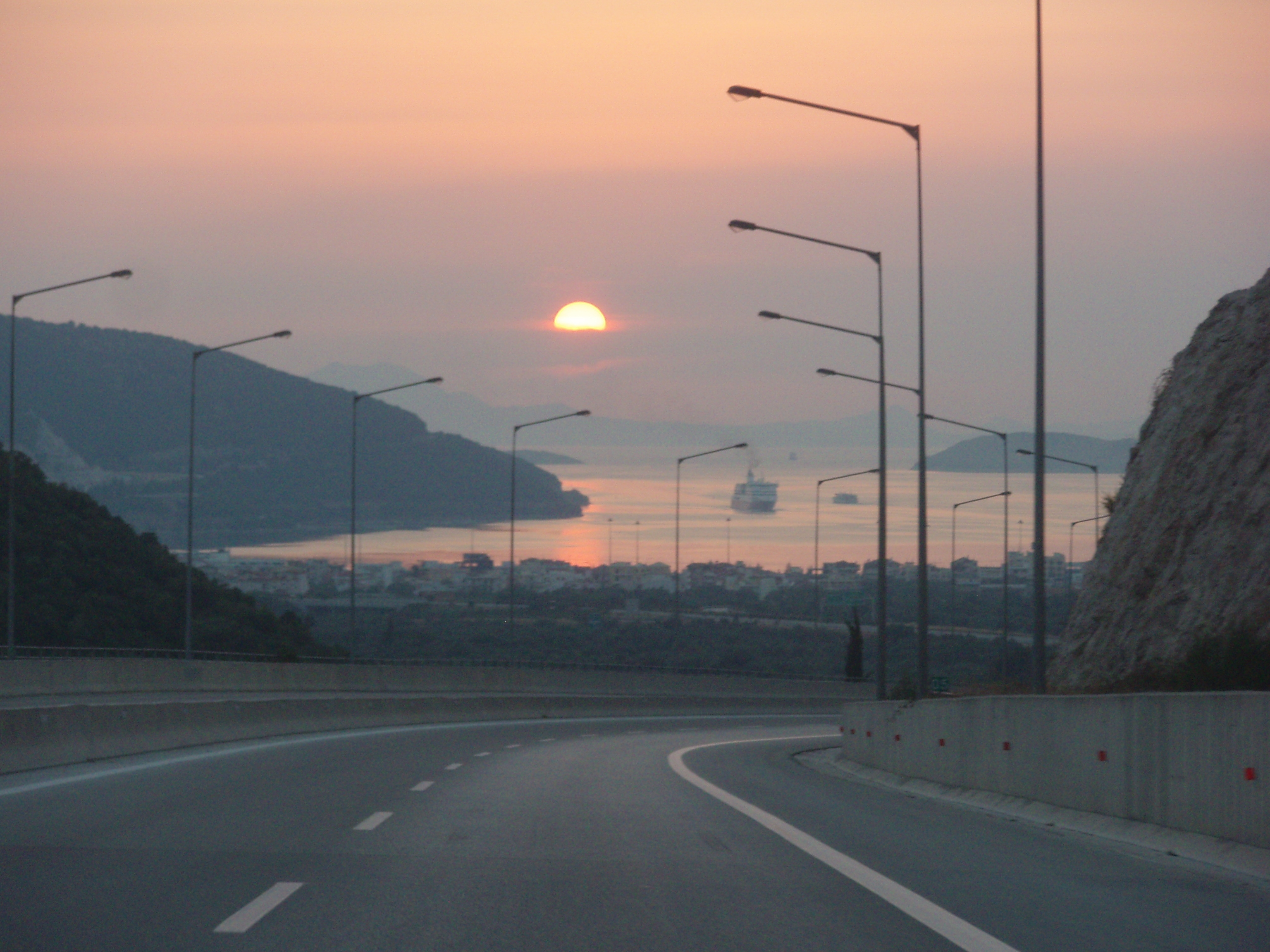
Der Abstieg der Autobahn 2 zum Hafen von Igoumenitsa

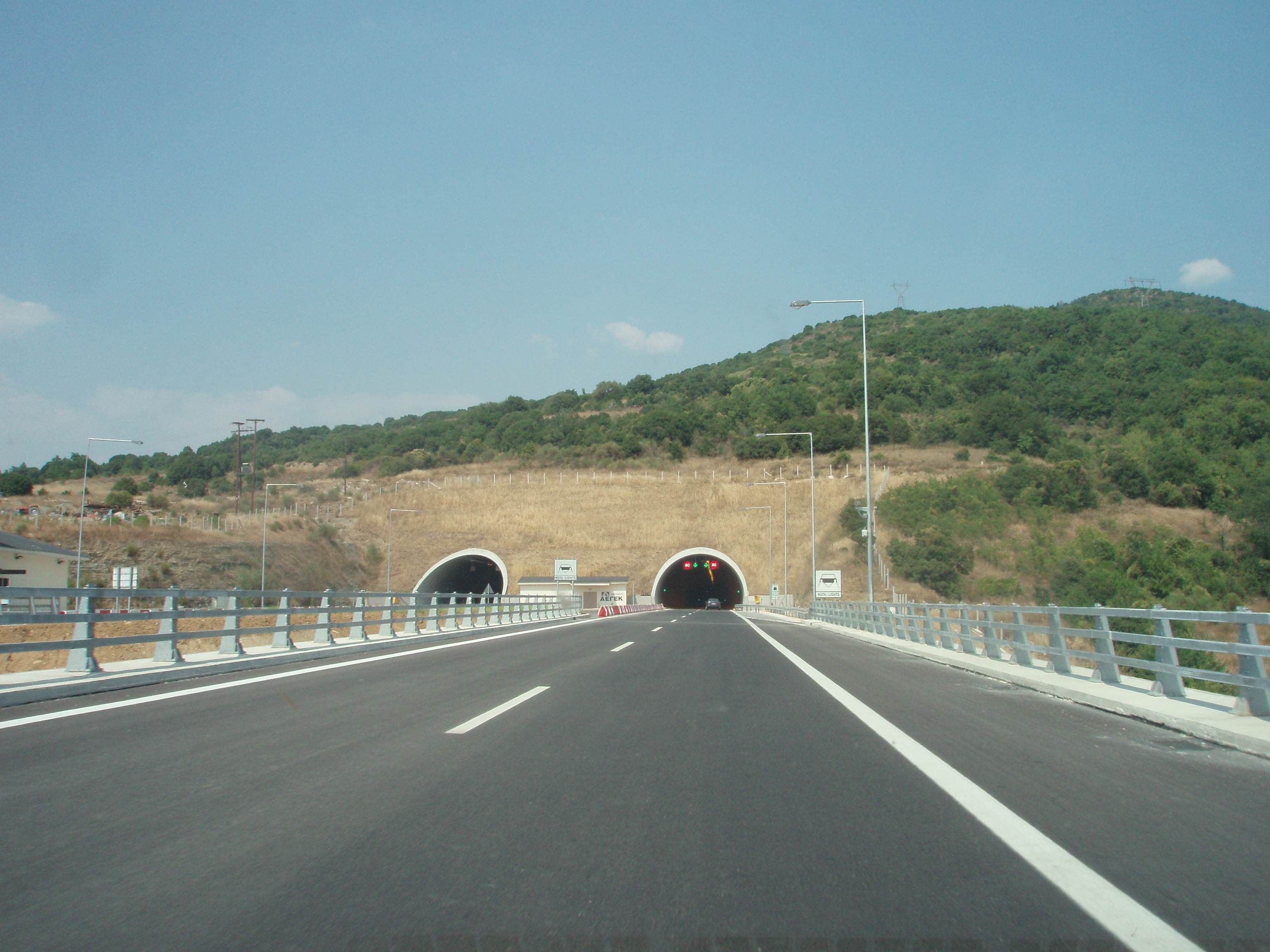
Der Südeingang des Driskos-Tunnels mit West- und Ost-Röhre

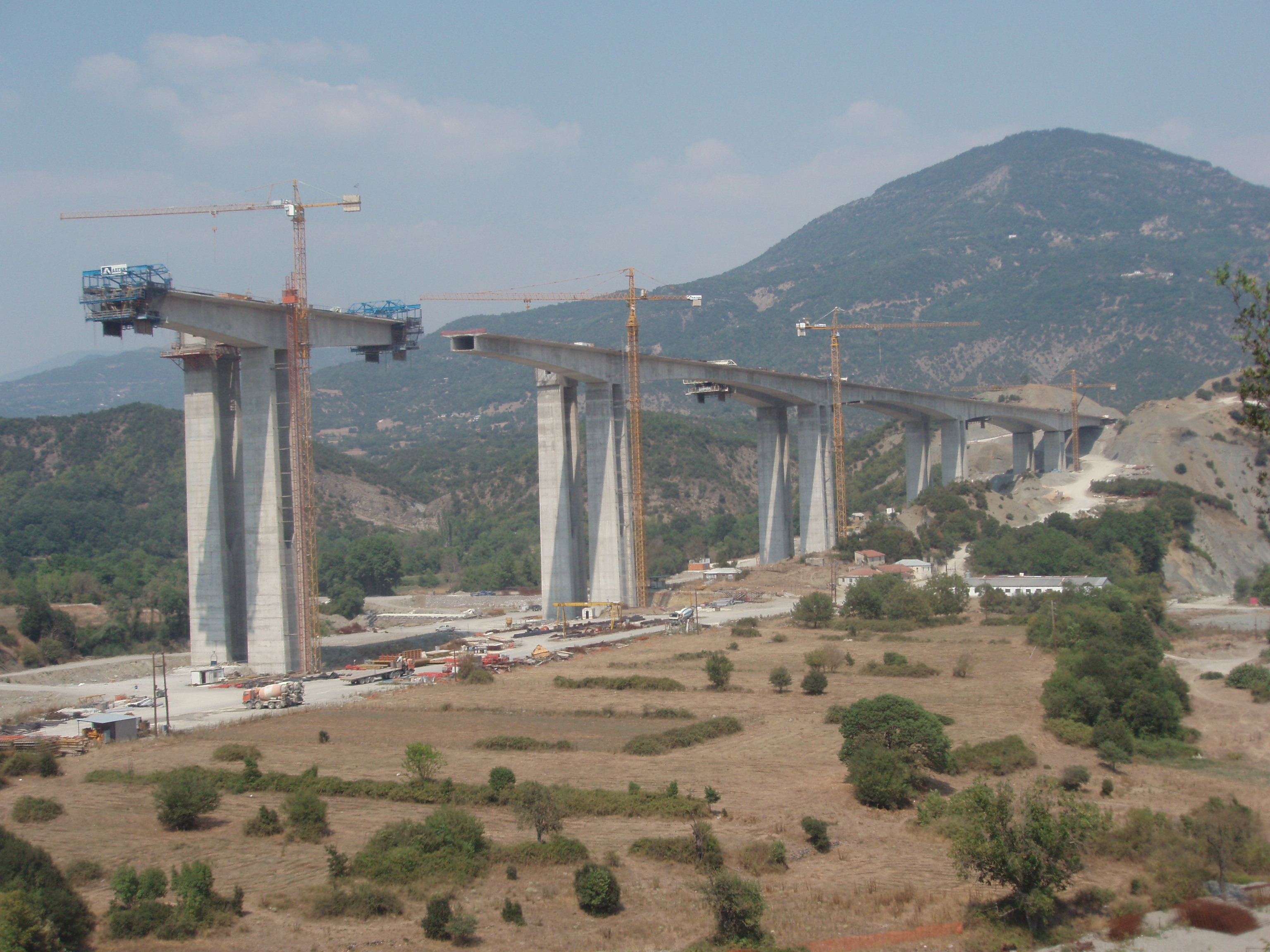
Die in Bau befindliche Arachthos-Brücke (im April 2009 fertiggestellt)

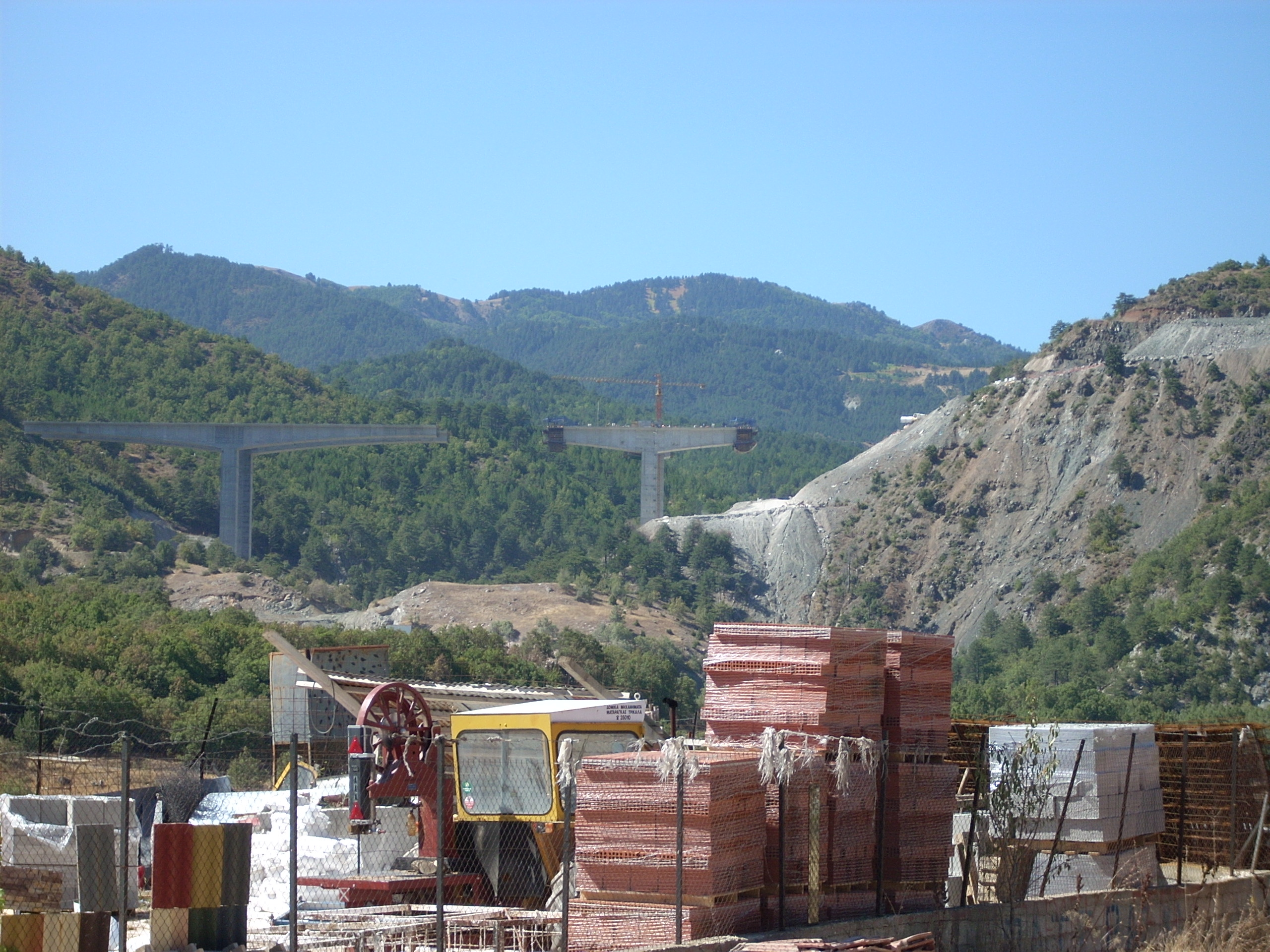
Baustelle der Metsovitikos-Brücke 2007 zwischen Panagia und Metsovo

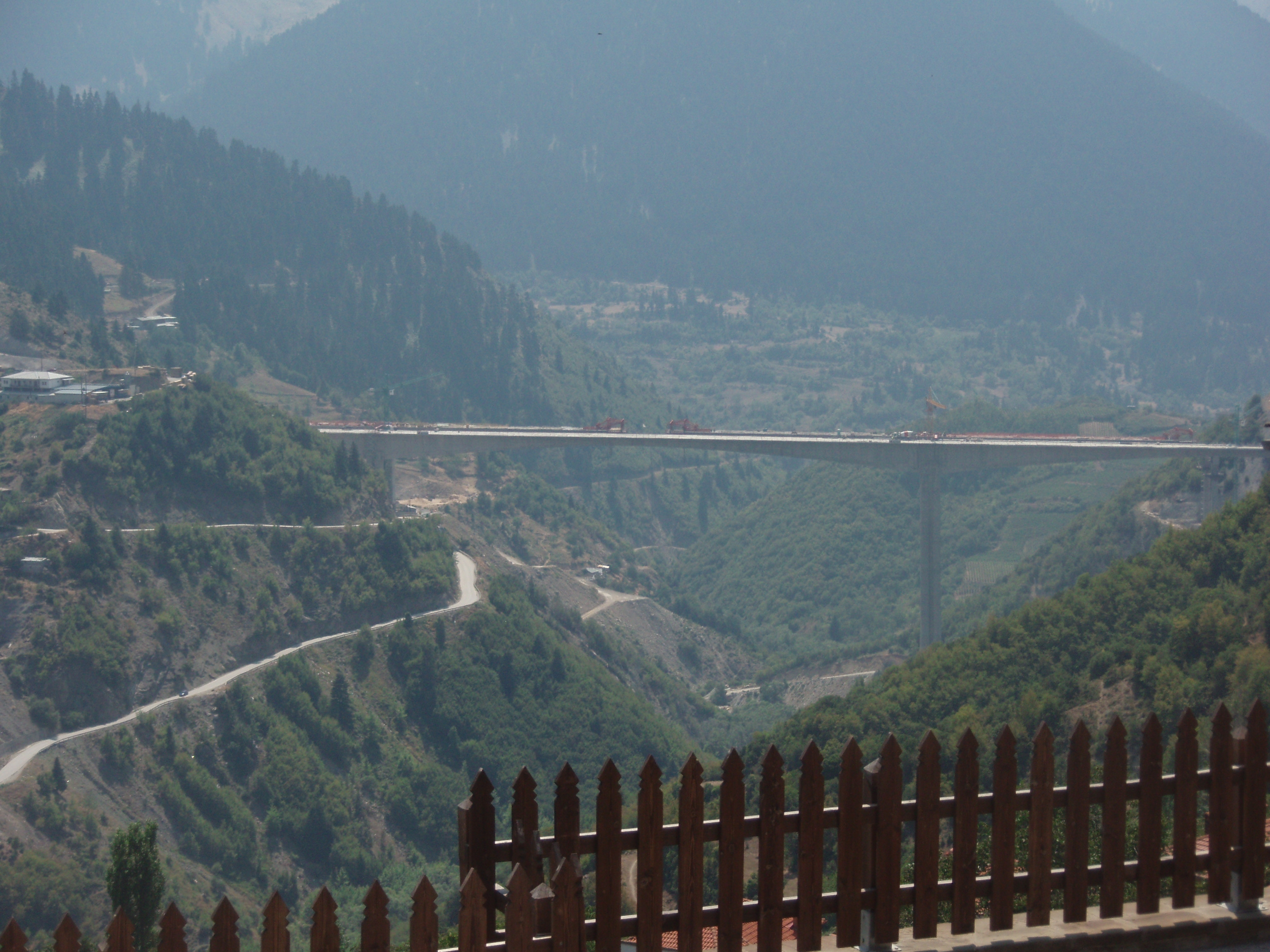
Metsovitikos-Brücke bei Metsovo (in Bau). Im April 2009 fertiggestellt

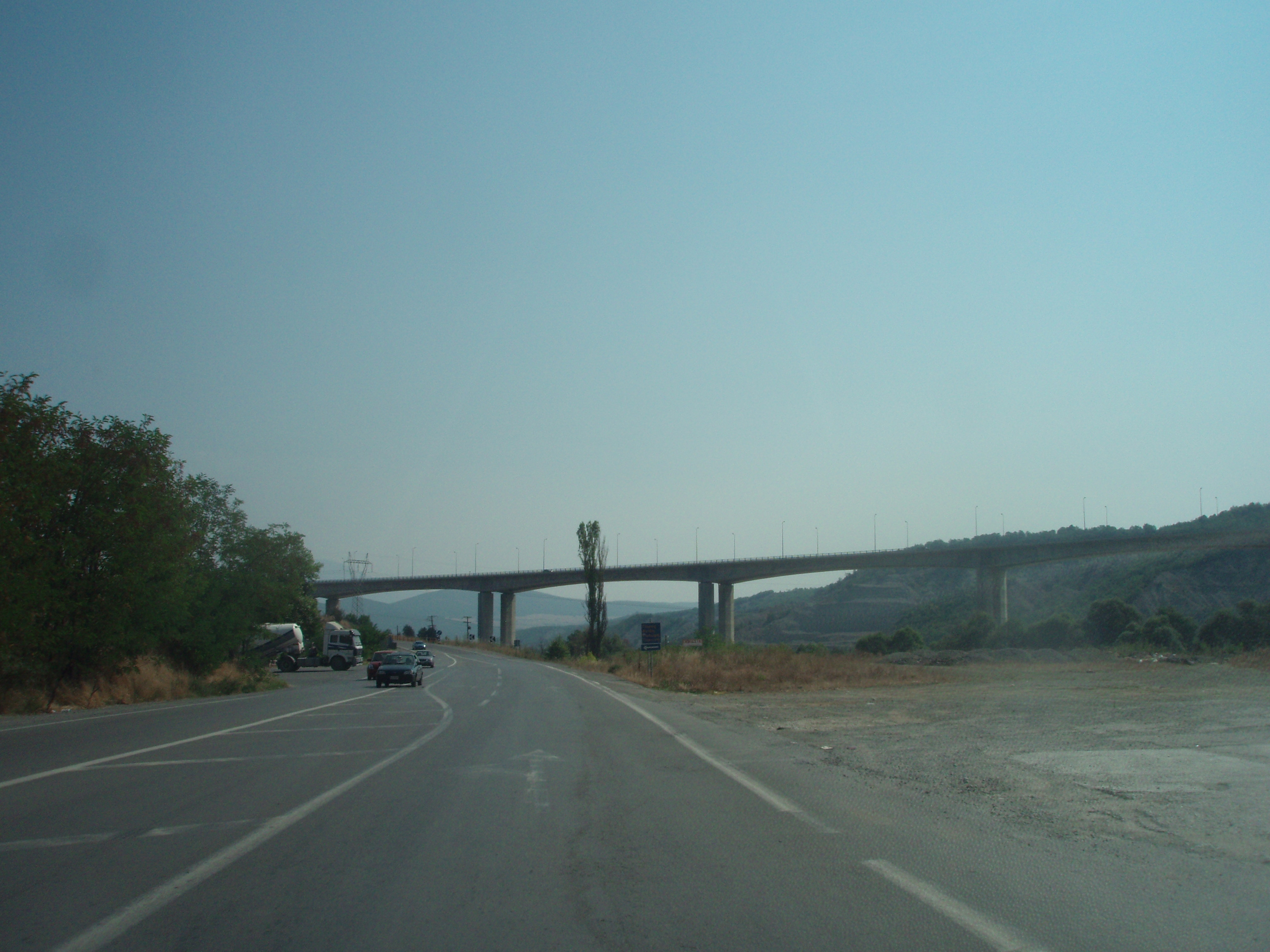
Greveniotikos-Brücke bei Grevena

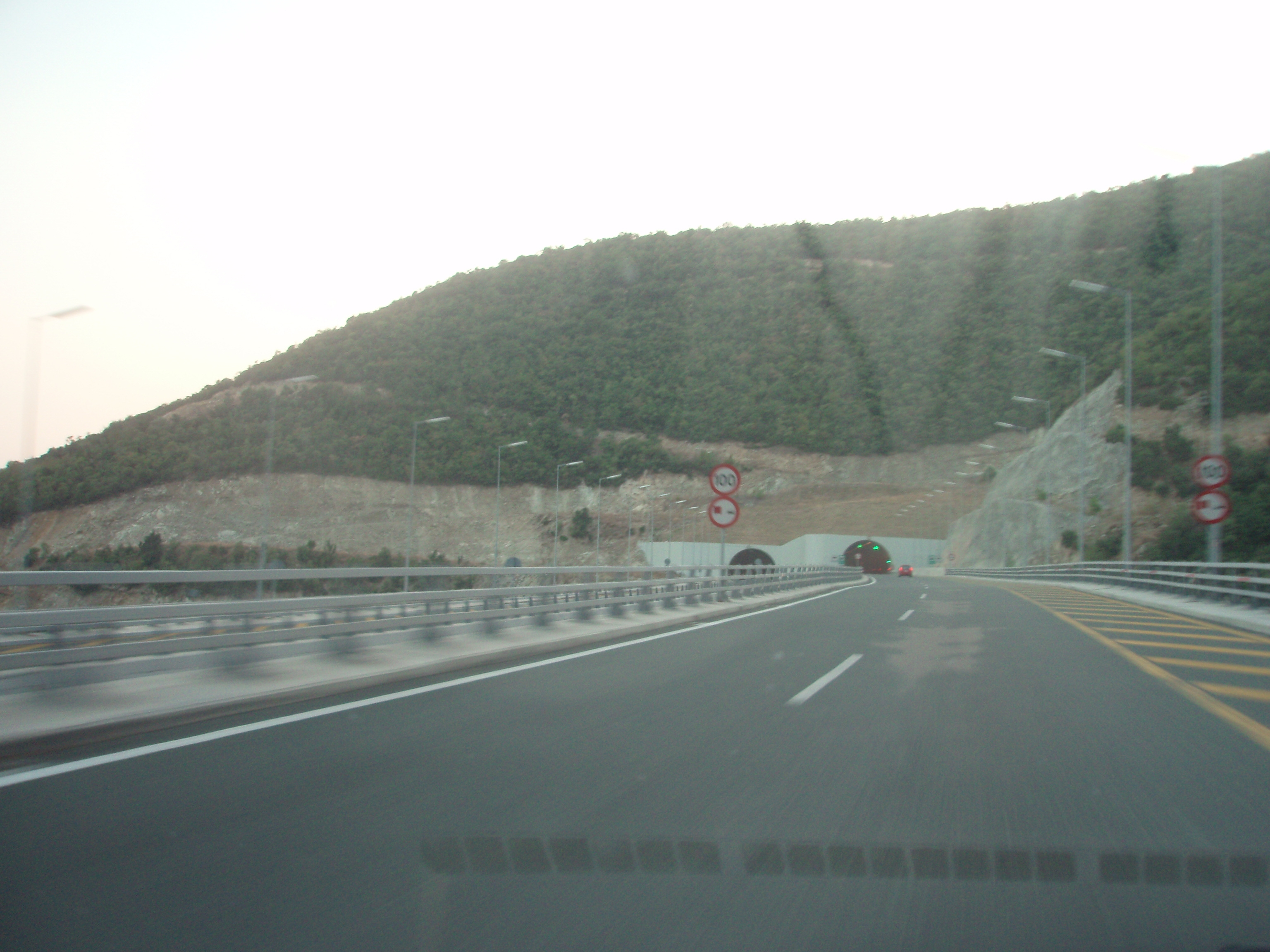
Abschnitt Veria-Polymylos. Eingang zu einem der vielen doppelröhrigen Tunnel auf dem 22 km langen Abschnitt

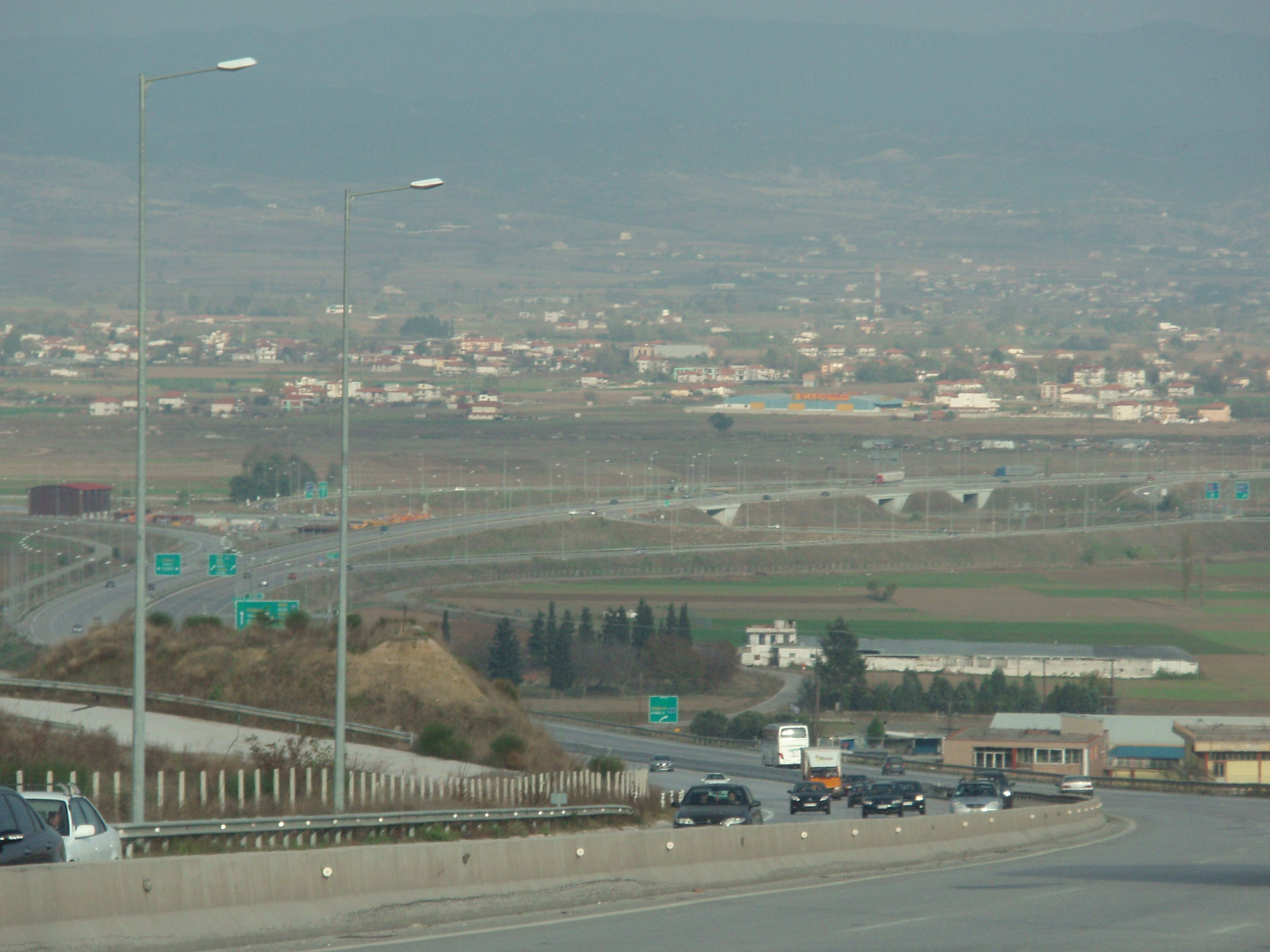
Abschnitt Thessaloniki-Profitis. Im Hintergrund das Autobahnkreuz Langadas mit der Autobahn A25 (Langadas-Serres-Promachonas)

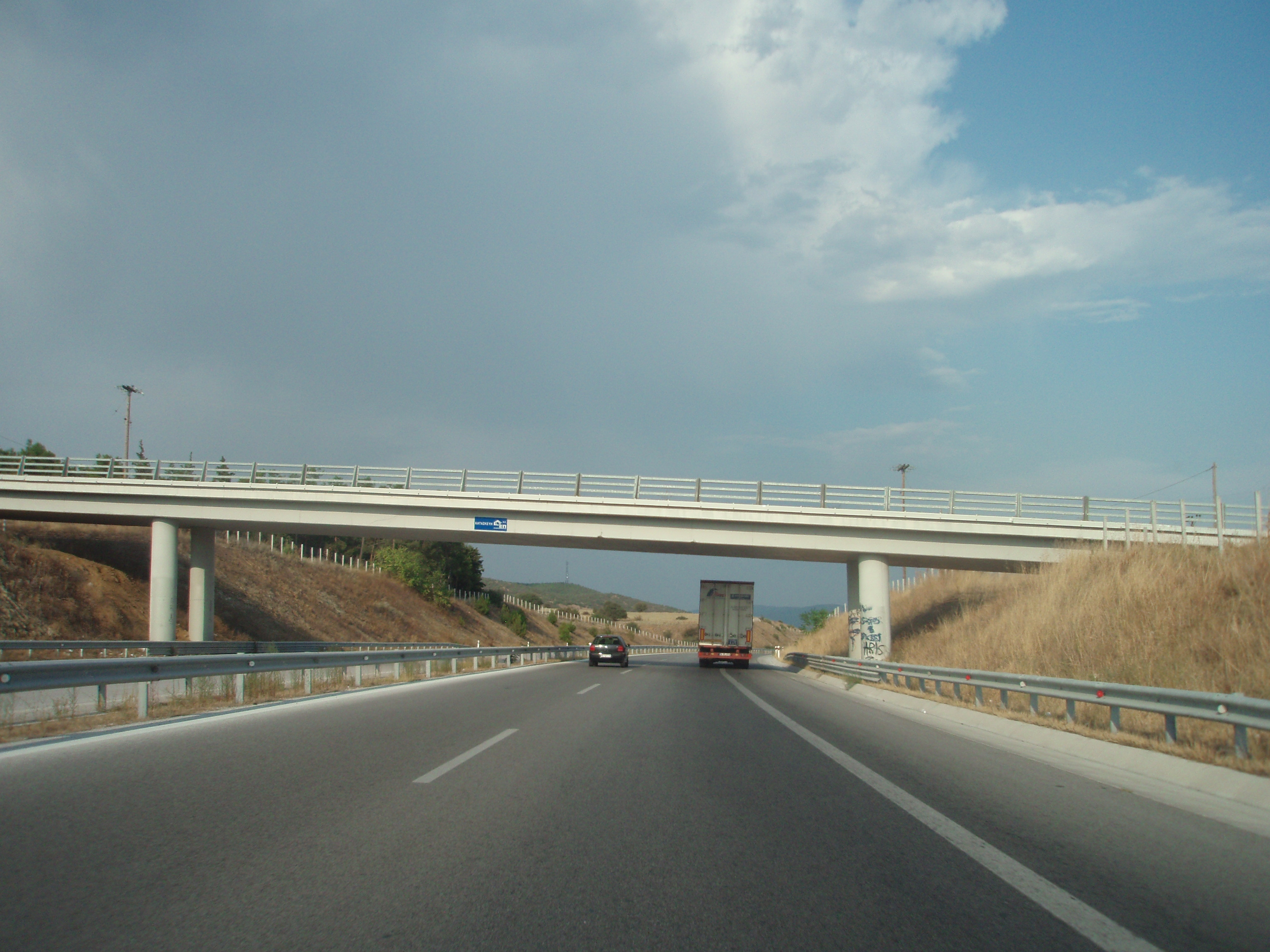
Abschnitt Profitis-Rendina

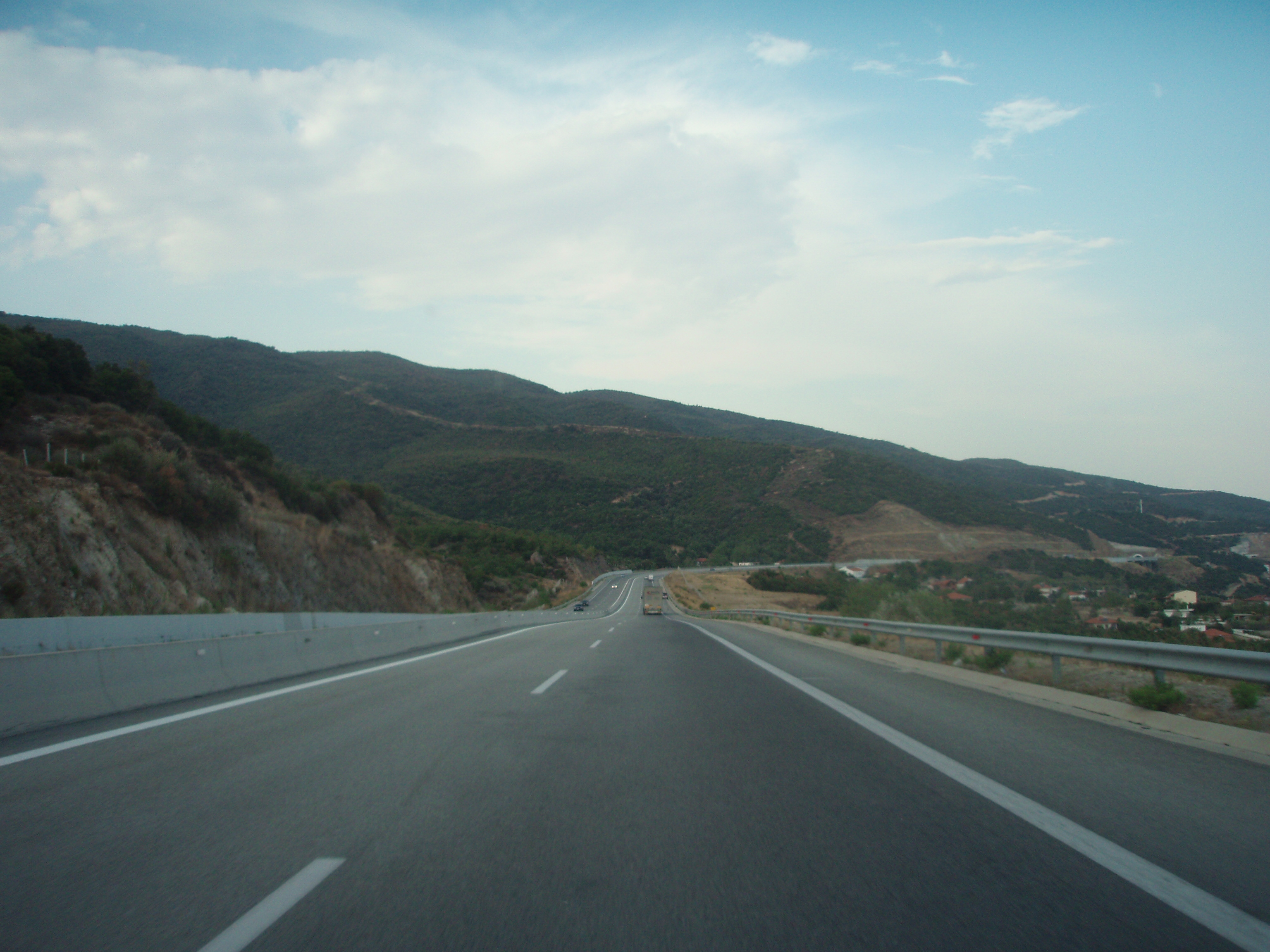
Abschnitt Asprovalta-Strymonas

Die Autobahn 2 (A2) verbindet den Hafen Igoumenitsa am Ionischen Meer im Westen Griechenlands (Region Epirus) mit der türkischen Grenze (Region Westthrakien) im Osten. Sie wurde am 7. Juli 2009 mit der Verkehrsfreigabe der Tunnel Tyria und Agios Kostandinos fertiggestellt. Die Gesamtlänge beträgt 670 km. Sie ist damit die längste Autobahn in Griechenland, noch vor der Autobahn 1 (A1).

### Westabschnitt (Epirus; Igoumenitsa–Ioannina–Metsovo–Panagia)

#### Igoumenitsa–Ioannina
Die A2 beginnt im unmittelbaren Hinterland des neuen Fährhafens von Igoumenitsa und führt nach Südosten direkt auf die Bergregion des westlichen Pindos-Gebirges in Epirus zu. Im Gegensatz zur Zeit vor der Fertigstellung der Autobahn 2 wird hiermit die Stadt Igoumenitsa nicht mehr durchquert, sondern in ihrem Süden umgangen. Entlang eines Flusstales führt die A2 in Richtung Südosten auf die Ortschaft Vassilikos zu, schwenkt bei dieser um ca. 90 Grad nach Nordosten und verläuft entlang der Nordküste des Chaskova-Sees. Sie biegt am Nordostende des Chaskova-Sees wieder nach Südosten und kreuzt bei der Ortschaft Neochori die Nationalstraße 18, welche südlich der A2 in die Ortschaft Paramythia führt; die A2 läuft nördlich von Paramythia weiter nach Osten zwischen den Massiven der Berge Kourendon (Norden) und Alysos (Süden) über die Ortschaften Selles und Tyria auf Dodoni zu.
Vor Dodoni wird der südöstlich gelegene Berg Tomaros (Olytsika) in einem Nordostbogen umgangen (wie Dodoni auch). Nordöstlich von Dodoni wird die Bergkette, welche die Ebene von Ioannina und Dodoni trennt, in einem Tunnel unterquert. Der Dodoni-Tunnel verläuft ca. 1 km südlich der Nationalstraße 17 von Ioannina nach Dodoni, welche die Bergkette als Passstraße kurvenreich überquert. Mit dieser Nationalstraße ist die A2 in der Anschlussstelle Dodoni (4) verbunden und bindet somit die archäologische Stätte des Dodoni-Orakels an die A2 an.

#### Ioannina–Metsovo
Der Dodoni-Tunnel hat sein Ostportal im Südwesten der Hochebene von Ioannina. Die A2 führt ostnordöstlich orientiert im Süden von Ioannina vorbei und kreuzt bei der Ortschaft Pedini die Nationalstraße 5. Hier (siehe Ionia Odos) endet die Autobahn 5, welche entlang der Westküste Griechenlands (Ionisches Meer) in den Nordwesten des Peloponnes führt. Die Hochebene von Ioannina wird in ihrem Südosten am Fuß des Berges Driskos mit dem Driskos-Tunnel verlassen; dieser ist zugleich der längste Autobahntunnel im Verlauf der A2. An der Ostflanke des Berges Driskos endet der gleichnamige Tunnel im Tal des Flusses Arachthos (Westseite), welcher von Norden nach Süden verläuft.
Die A2 überquert mit der längsten Brücke im gesamten Streckenverlauf diesen Fluss auf die Ostseite des Tales. Anschließend schwenkt sie stärker nach Nordosten entlang des Flusses Metsovitikos (Arachthos-Nebenfluss) und verläuft südlich der Zagoria-Region zwischen den Bergen Demati (Nord) und Gradetsi bzw. Lakmos (Süden) auf die Ortschaft Votonosi zu. Bei der Ortschaft Votonosi im Tal des Flusses Metsovitikos verschwenkt die A2 nach Südost und führt um Metsovo herum. Die Umgehung der Hochebene von Metsovo (ca. 1.100 m Höhe) wird auch mit Hilfe des Metsovo- und Anilio-Tunnels (beide Tunnel länger als 2 km) realisiert. Der im Osten von Metsovo liegende Katara-Pass wird dabei unterquert.
Dieser Streckenabschnitt ist sowohl technisch als auch ökologisch der schwierigste auf der gesamten Trasse der Autobahn 2. Infolgedessen sind viele Brücken und Tunnels erforderlich, selbst die Gestaltung der Anschlussstellen ist ohne größere Bauwerke nicht möglich: bei der Anschlussstelle Metsovo (7) musste ein Kehrtunnel in den Autobahnzubringer eingebracht werden, um eine Überwindung der Höhenunterschiede zwischen dem bestehenden Straßennetz und der A2 zu ermöglichen.

#### Metsovo–Panagia
Nach dem Verlassen des Metsovo-Tunnels führt die A2 weiter durch schwieriges Gelände nach Ost-Nordost auf die Ortschaft Panagia zu. Bei Panagia schwenkt die A2 deutlich nach Nordost ab und führt erneut durch technisch schwieriges Gelände nach Grevena. Epirus wird bei Panagia verlassen, und für ein kurzes Stück wird ein nordwestlicher Zipfel von Thessalien durchquert, bevor die A2 nach Westmakedonien läuft. Bei Panagia findet die Nationalstraße 6 Anschluss an die A2 und ermöglicht das Erreichen der Meteora-Klöster bei Kalambaka. Zukünftig wird hier wahrscheinlich die Autobahn 3 (A3, Odos Kentrikis Elladas) enden, welche über Kalambaka und Trikala nach Lamia führen wird.

### Mittelabschnitt (Makedonien; Panagia–Thessaloniki–Kavala)

#### Panagia–Grevena–Siatista–Kozani
Nach Verlassen von Panagia und dem Schwenk nach Nord-Nordost (auch mittels des Panagia-Tunnels) beginnt der Abschnitt der A2 in Westmakedonien. Entlang von Flusstälern im Einzugsgebiet des Aliakmonas werden die Bergketten des zentral-östlichen Pindos-Gebirges durchlaufen (Westen: Kopanes, Trypimeni, Simandro; Osten Chasia Ori), die Ortschaft Agia Paraskevi passiert und der Fluss Venetikos überbrückt. Die Stadt Grevena im Regionalbezirk Grevena (eine der am dünnsten besiedelten Regionen in Griechenland) wird von Süden her kommend nach Nordosten führend umgangen. Bei der Umgehung wird auch der Fluss Greveniotikos in einer großen Brücke überquert.
Nach Grevena verläuft die A2 zunächst in unveränderter Richtung nach Siatista im Tal des Aliakmonas. Dieser wird überquert, kurz danach biegt die Nationalstraße 15 nach Nordwesten in Richtung Kastoria und dann weiter zur albanischen Grenze hin ab. Im Rahmen des Baus der A2 wird die Nationalstraße 15 durch eine parallel verlaufende Autobahn 29 (A29) entlastet. Bei Siatista, welches von Süden nach Nordosten südlich passiert wird, ändert die A2 ihre Richtung und wendet sich nach Nordosten und verläuft im Tal zwischen der Nordflanke des Vourinos-Berges und der Südflanke des Askio-Bergs in die Ebene von Kozani hinein. Kozani wird im Norden umgangen, die Nationalstraße 3 hierbei gekreuzt. Unmittelbar neben der Überquerung der Nationalstraße 3 befindet sich das Autobahnkreuz Kozani-Nord, in welchem sich die A2 und die Autobahn 27 (A27; Kozani–Ptolemaida) kreuzen.

#### Kozani–Veria–Thessaloniki
Die Ebene von Kozani wird bis zu ihrem Westzipfel bei der Ortschaft Polymylos geradewegs durchquert. Kurz vor der Ortschaft Polymylos wird das Vermio-Massiv an dessen Südflanke im Bogen passiert. Die A2 verläuft dabei parallel zum Fluss Aliakmonas und zu dessen Stausee, ist von diesem aber minimal 8 km entfernt. Die Passage der Vermio-Südflanke ist technisch ebenfalls schwierig und wird mit vielen Brücken und Tunneln bewältigt. Die zuvor notwendige Passage dieses Streckenabschnitts auf der parallel verlaufenden Nationalstraße 4 (Kastania-Pass) entfällt für Fernreisende.
Nach Passage der Vermio-Südflanke schwenkt die A2 für einen kurzen Streckenteil nach Norden in Richtung der Stadt Veria und betritt damit die zentralmakedonische Tiefebene. Im Süden von Veria biegt die A2 wieder nach Nordosten, um parallel zum Aliakmonas durch die zentralmakedonische Tiefebene an die Küste der Thermaischen Golfs zu verlaufen. Sie passiert dabei die Stadt Alexandria im Süden und trifft bei der Ortschaft Klidi auf die aus Süden kommende Autobahn 1 (A1; E 75; PATHE), die in Nord-Süd-Richtung Thessaloniki mit Athen entlang der Ostküste der griechischen Festlands verbindet.
Ab dem Dreieck Klidi vereinigen sich die beiden Autobahnen und führen als gemeinsame Trasse und Fahrbahn in einem Bogen um den Thermaischen Golf herum. Sie beschreiben dabei einen 90° Kreisumfang, überqueren die Flüsse Loudias und Axios. Nach der Brücke über den Axios teilen sich die Trassen am Dreieck Axios wieder auf: die A1 führt nach Norden in Richtung Evzoni zur mazedonischen Grenze, die A2 verläuft weiter entlang der Küste des thermaischen Golfs in nordöstlicher Richtung nach Thessaloniki bzw. den Vorort Kalochori. Bei Kalochori führt ein Abzweig der A2 direkt in das Stadtzentrum von Thessaloniki und dessen Hafen hinein. Die Haupttrasse der A2 schwenkt am Kreuz Kalochori strikt nach Norden, um den westlichen Abschnitt des Autobahnrings von Thessaloniki zu beginnen.
Zunächst nach Norden verlaufend werden die östlichen Vororte von Thessaloniki umfahren. Nach der Kreuzung mit der Nationalstraße 2 bei Nea Ionia, schwenkt die A2 in nordöstliche Richtung und umgeht die Vororte Thessalonikis Stavroupoli und Evosmos. Bei Evosmos biegt die A2 für ein kurzes Stück strikt nach Osten ab und führt durch dicht bebautes Gebiet zum Vorort Efkarpia. Am Kreuz Evkarpia (auch Kreuz Titan oder K4 genannt) besteht ein Anschluss an die Innere Ringstraße von Thessaloniki, der die Stadt in weitem Bogen nach Süden umfährt und anschließend auf die Chalkidiki führt und Anschluss an die Nationalstraßen 16 und 67 hat.

#### Thessaloniki–Rendina
Die A2 schwenkt nach Efkarpia wieder nach Nordosten, passiert die Nordwest-Ausläufer des Chortiatis und trifft bei Derveni/Liti auf die Nationalstraße 12 (nach Serres und Bulgarien). Ein bis zwei Kilometer weiter östlich wird die Autobahn 25 (zugleich Europastraße 79) am Autobahnkreuz Langadas an die A2 angeschlossen; über erstere können die Nationalstraße 12 ersetzend die Ziele Kilkis, Serres und Promachonas an der Grenze zu Bulgarien erreicht werden. Der See Koronia wird an seiner Nordküste bis zur Landbrücke zwischen den Seen Koronia und Volvi in einer Ebene umfahren; der Namensvetter der A2, die alte Nationalstraße 2, führt an den Südküsten der Seen Koronia und Volvi strikt nach Osten auf das Rendina-Tal zu. Die A2 hat auf der schmalen Nordküste des Sees Volvi schwieriges Gelände, bevor sie das Tal von Rendina nach Osten laufend erreicht.

#### Rendina–Kavala
Das Rendina-Tal wird nach Osten führend in dessen Norden umgangen, womit die A2 wieder an der Küste der Ägäis (Strymonischer Golf) ist. Die A2 orientiert sich auf die Abhänge der Küstenberge (Kerdylio (Berg)) und verläuft somit nördlich der Touristenzentren Nea Vrasna und vor allem Asprovalta auf die Mündung des Flusses Strymonas zu. Der Fluss Strymonas wird in der Höhe des antiken Amphipolis mit einer Brücke überquert: dabei wird Zentralmakedonien verlassen und Ostmakedonien betreten.
Nach der bogenförmigen Umfahrung der Strymonas-Mündung verläuft die A2 für eine kurze Strecke nach Südosten, um dann mit Ostkurs in das Tal zwischen den Bergmassiven Pangeo und Symvolo einzuschwenken. Entlang der Südflanke des Pangeon bzw. Nordflanke des Symvolo wird das Tal in seiner gesamten Länge durchquert. Am Ende des Tales wird mit dem Symvolo-Tunnel die Bergkette in Richtung Küste bei Nea Peramos unterquert. Die Küstenorientierung währt nur wenige Kilometer: anschließend wird die Stadt Kavala vom Westen nach Osten entlang der Berghänge in ihrem Norden umgangen. Dieser Abschnitt gestaltete sich aufgrund der Talkessellage von Kavala als sehr schwierig: es mussten mehrere Taleinschnitte in der Bergkette rings um Kavala herum überquert werden. Im Ostteil des Bogens steigt die A2 von den Höhen der Berge um Kavala wieder an Küste ab.

### Ostabschnitt (Thrakien; Kavala–Alexandroupoli–Kipi)

#### Abschnitt Kavala–Xanthi–Komotini–Mesti
Nach dem Verlassen des Ostrandes von Kavala ist die A2 wieder auf Küstenniveau abgestiegen und verläuft am Fuße der Berge weiter nach Osten. Die Halbinsel östlich von Kavala (nördlich der Insel Thassos) wird dabei geradlinig an ihrem Fuße durchquert. Somit verläuft die A2 nördlich des Flughafens von Kavala auf die Stadt Chrysoupolis zu, welche nördlich passiert wird. Nach Chrysoupolis ist das Stromgebiet des Nestos-Flusses erreicht, welcher mit einer Brücke überquert wird. Hierbei wird Ostmakedonien verlassen und Thrakien erreicht. Die Richtung der A2 ist bereits bei der Nestos-Querung wieder Ost-nordöstlich und führt auf den Südwesten der Stadt Xanthi zu.
Xanthi wird in nordöstlicher Richtung führend südlich passiert, bis die A2 östlich von Xanthi am Südhang des Berges Karaoglou auf direkten Ostkurs geht. Mit diesem Kurs wird der Vistonida-See im Norden umgangen, die Ortschaft Iasmos passiert und die Trasse bis zum Flughafen von Komotini fortgesetzt. Am Flughafen von Komotini schwenkt die A2 wieder nach Südosten, umgeht Komotini in dessen Süden und führt anschließend direkt auf die Nordflanke des Ismaros-Bergmassivs zu, womit die westthrakische Ebene verlassen wird.

#### Abschnitt Mesti–Alexandroupoli–Kipi
Bei der Ortschaft Mesti beginnt die A2 ihre Durchfahrt durch die Täler des Ismaros, bis bei der Ortschaft Makri westlich von Alexandroupoli die Küste der Ägäis wieder in Sichtweite ist. Bei Makri schwenkt die A2 wieder nach Osten und führt mit Abstand zur Küste im Norden von Alexandroupoli an diesem vorbei nach Nordosten. Sie verläuft durch die Ebene mit dem Industriegebiet von Alexandroupoli an den Abhängen der Berge am Westrand des Evros-Tals. Dieses wird von der dann nach Osten schwenkenden A2 bei der Ortschaft Ardanio erreicht. Hier kreuzt sich die A2 mit der Nationalstraße 51 von Alexandroupoli nach Orestiada entlang der Westseite des Evros-Tals.
Nach dem Knotenpunkt Ardanio führt die A2 schnurgerade auf den Evros-Fluss zu, passiert Peplos im Süden und endet bei der Ortschaft Kipi am gleichnamigen Grenzübergang zur Türkei (Kipi/İpsala). Zwischen der griechischen Grenzkontrolle und der türkischen Grenzkontrolle bei İpsala wird der Evros-Fluss mit einer Brücke überquert.
Auf der türkischen Seite führt die D110 von İpsala über Tekirdağ nach Istanbul.

### Parallelität mit anderen Straßen

#### Via Egnatia
Sie folgt ab Thessaloniki dem Verlauf der Nationalstraße 2 bis an die türkische Grenze bei Kipi. Dabei entspricht dieser Streckenabschnitt im Wesentlichen dem Verlauf der antiken Via Egnatia. Ab Thessaloniki westwärts in Richtung ionisches Meer verläuft die A2 (E 90) südlicher als die antike Via Egnatia: letztere verlief über Edessa, Petres, Florina nach Durrës in Albanien.
Aufgrund der Parallelität der Streckenverläufe sowie der in Analogie erwünschten Bedeutung wird die A2 (E 90) auch als „Nea Egnatia“ (Neue Egnatia) oder einfach als Egnatia Odos (Egnatia Straße; griechisch Εγνατία Οδός) bezeichnet.

#### Nationalstraßen
- Nationalstraße 6 (E.O. 6): Igoumenitsa–Ioannina (teilweise)
- Nationalstraße 6 (E.O. 6): Ioannina–Metsovo (teilweise)
- Nationalstraße 6 (E.O. 6): Metsovo–Panagia (teilweise)
- Nationalstraße 15 (E.O. 15): Panagia–Grevena (teilweise)
- Nationalstraße 20 (E.O. 20): Grevena–Kozani (teilweise)
- Nationalstraße 4 (E.O. 4): Kozani–Veria (teilweise)
- Nationalstraße 2 (E.O. 2): Strymonas–Galipsos/Orfanou
- Nationalstraße 2 (E.O. 2): Nea Peramos–Perni
- Nationalstraße 2 (E.O. 2): Mesti–Makri–Alexandroupoli

#### Europastraßen
- E 90: gesamte Strecke (Igoumenitsa–Kipi)
- E 92: Igoumenitsa – (gepl.) Autobahndreieck Panagia
- E 75: Autobahnkreuz Klidi – Autobahnkreuz Axios
- E 79: Autobahnkreuz Titan/Efkarpia – Autobahnkreuz Langadas/Serres

## Bau und Nutzungsgebühren

### Bauherr
Die A2 wird mit Unterstützung der EU vom Konsortium Egnatia Odos A.E. gebaut.

### Ausbaustand
Die A2 wurde mit der Verkehrsfreigabe der Tunnel S2 und S3 (Tyria und Agios Kostandinos) im Juli 2009 fertig gestellt. Danach wurden im Juli 2010 zwei weitere Anschlussstellen in Betrieb genommen: die Anschlussstelle Taxiarchis im Abschnitt Anschlussstelle Grevena-Ost bis Autobahnkreuz Siatista-West (Abschnitt Grevena–Siatista) und die Anschlussstelle Kerdylia im Abschnitt Anschlussstelle Rendina bis Anschlussstelle Strymonas (Thessaloniki–Kavala)
Die A2 ist durchgehend mit 2 Richtungsfahrbahnen mit je 2 Fahrspuren und 1 Standstreifen ausgelegt. Im Bereich des Rings von Thessaloniki hat jede Richtungsfahrbahn 3 Spuren und 1 Standstreifen. Die Breite der Fahrstreifen (3,75 m in ebenen Gebieten, 3,5 m im Hochgebirge) sowie des Standstreifens (2,5 m) entspricht dabei europäischem Standard. Der Mittelstreifen hat eine Breite von 2,5–4,5 m. Der resultierende Gesamtquerschnitt der Autobahn hat somit eine Breite von 22,0–24,5 m. Für den Außenring Thessaloniki steigt die Breite auf 32 m (3 Fahrstreifen + 1 Standstreifen).
Infolge der gebirgigen Landschaft insbesondere in Epirus (Pindos) ist die A2 eine sehr aufwendige und auch nicht kostengünstige Konstruktion. Viele Brücken und Tunnel sind im Streckenverlauf erforderlich gewesen.
Nach Angaben der Betreiber- und Baugesellschaft:
- 1650 Brücken (jede Größe)
- 74 Tunnel (jede Größe)
- 50 Ausfahrten bzw. Knotenpunkte
- 43 Flussbrücken
- 11 Eisenbahnbrücken

Die zulässige Höchstgeschwindigkeit beträgt 130 km/h für PKW (bei Nässe 100 km/h). Die Entwurfsgeschwindigkeit beträgt 120 km/h in den Ebenen und 80–100 km/h in den Gebirgsabschnitten.

### Baukosten
Die gesamten Baukosten belaufen sich nach Angaben der Bau- und Betreibergesellschaft auf 5,9 Milliarden Euro. Anderen, unbestätigten Quellen zufolge sollen sich die Baukosten auf insgesamt bis zu 10 Milliarden Euro summieren.

### Mautpflicht

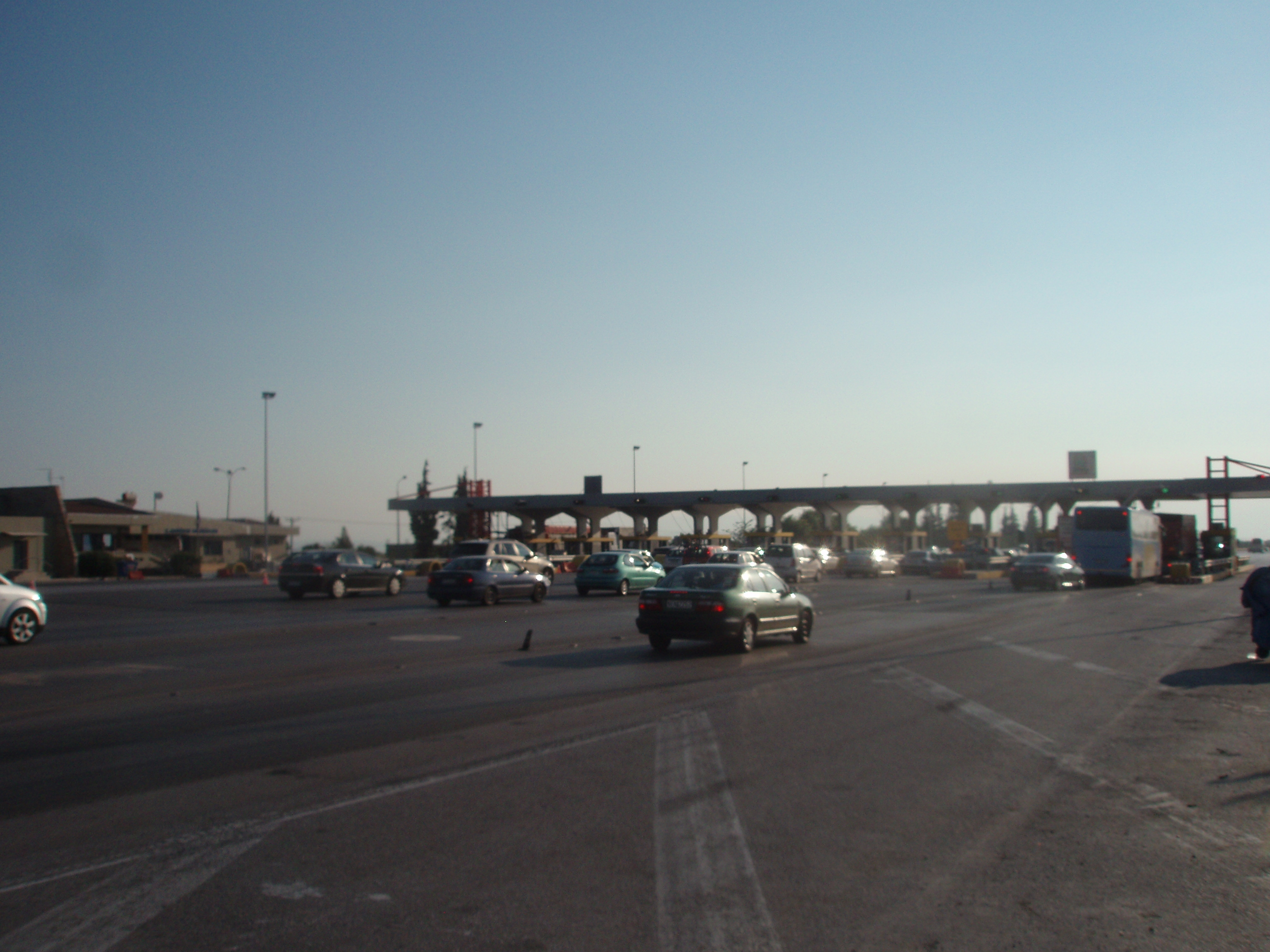
Mautstelle (Nea) Malgara (in Betrieb).

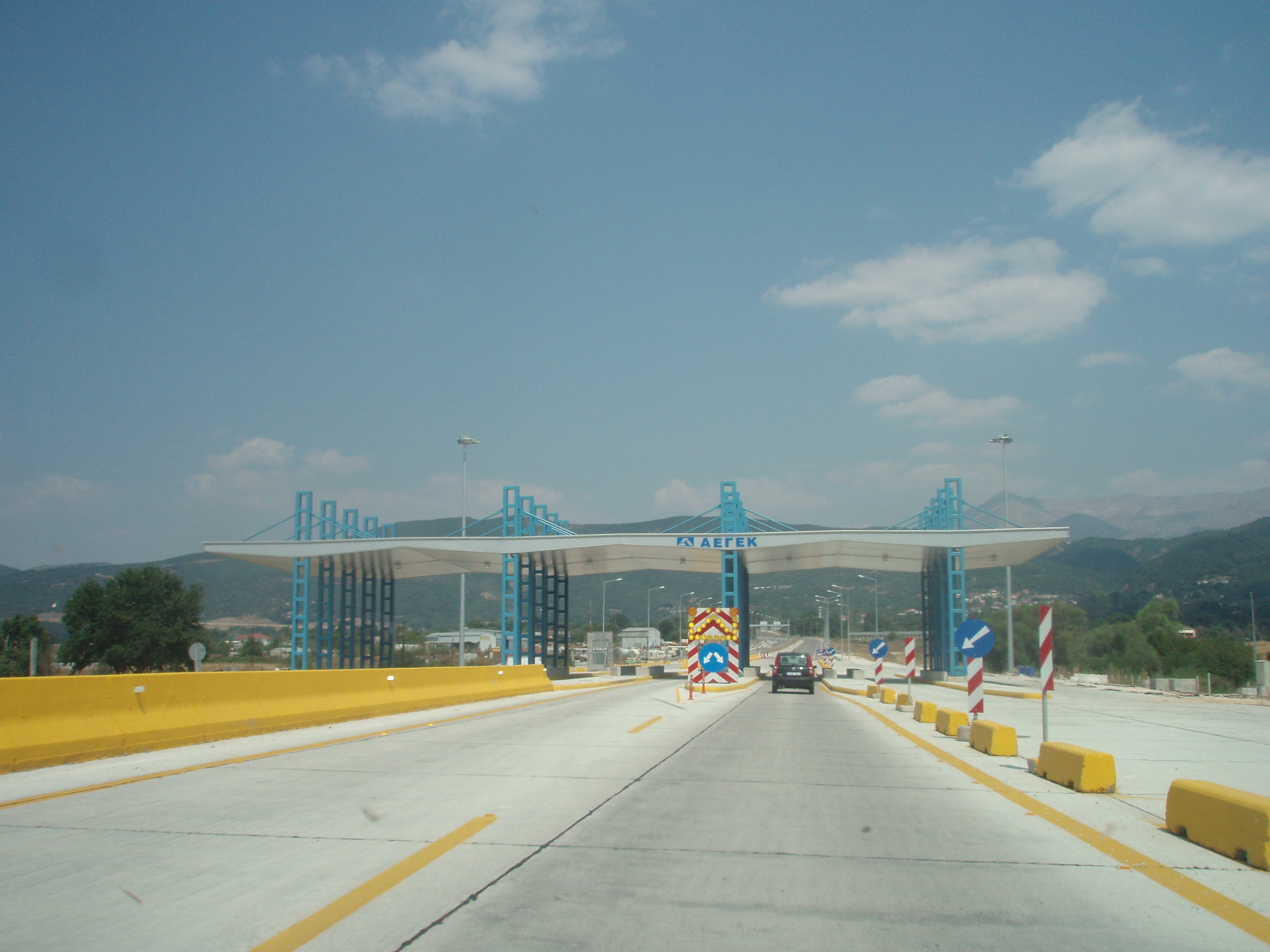
Mautstelle Ioannina (nicht in Betrieb).

Die Strecke ist (mit Ausnahme des Außenrings von Thessaloniki und anderer kleinerer Abschnitte) mautpflichtig. Insgesamt sind auf der 670 km langen Strecke nach Stand von November 2009 13 Mautstationen vorgesehen:
- Selles – zwischen den Anschlussstellen Selles/Tyria und Neochori (Abschnitt Igoumenitsa–Ioannina)
- Ioannina – zwischen den Anschlussstellen Pamvotida und Arachthos/Zagoria (Abschnitt Ioannina–Metsovo)
- Metsovo – zwischen den Anschlussstellen Metsovo und Panagia (Abschnitt Metsovo–Grevena)
- Grevena – zwischen den Anschlussstellen Panagia und Venetikos (Abschnitt Metsovo–Grevena)
- Polymylos – zwischen den Anschlussstellen Veria und Polymylos, kurz vor letzterem (Abschnitt Kozani–Veria)
- Kouloura – zwischen den Anschlussstellen Kouloura und Niselio/Alexandria (Abschnitt Veria–Klidi)
- Malgara – zwischen den Anschlussstellen Klidi und Malgara (Abschnitt Klidi–Axios)
- Nymfopetra – zwischen den Anschlussstellen Langada und Profitis (Abschnitt Langada–Asprovalta)
- Pangeo – zwischen den Anschlussstellen Orfanio und Mousthenis (Abschnitt Strymonas–Kavala)
- Nestos – zwischen den Anschlussstellen Chrysoupoli und Vaniano (Abschnitt Kavala–Xanthi)
- Xanthi – zwischen den Anschlussstellen Vafika und Iasmos (Abschnitt Xanthi–Komotini)
- Komotini – auf Höhe des Industriegebietes Komotini (Abschnitt Komotini–Alexandroupoli)
- Alexandroupoli – zwischen den Anschlussstellen Industriegebiet Alexandroupoli und Ardanio (Abschnitt Alexandroupoli–türkische Grenze)

Es sind 9 Mautstationen in Betrieb. Diese sind Tyria, Pamvotida, Malakasi, Polymylos, Malgara, Analipsi, Moustheni, Iasmos und Mesti.
Für eine komplette Fahrt von West nach Ost werden für einen PKW insgesamt 18 € berechnet, wobei die Gebühr mehrmals unterwegs an den einzelnen Stationen bezahlt werden muss, auch ohne Verlassen der Autobahn. Die Gebühren sind beim Einfahren in die Mautstation zu zahlen:
- Motorräder und Trikes – 0,80 € bis 1,70 €
- PKW – 1,20 € bis 2,40 €
- LKW und Busse mit bis zu 3 Achsen – 4,30 € bis 6,-€
- LKW und Busse mit mehr als 3 Achsen – 4,20 € bis 8,40 €

Die Installation eines elektronischen Mauterhebungssystems für die gesamte Strecke der A2 ist in Planung.

## Vernetzung

### Straße
Folgende überregional bedeutsame Straßen sind an die A2 angebunden:
- Nationalstraße 6 und 15: Kalambaka – Grevena – Kastoria – Krystallopigi/Ieropigi (albanische Grenze)

Die nach Süden (Kalambaka) gerichtete Straßenverbindung wird zurzeit durch die Nationalstraßen 6 und 15 dargestellt. Die Nationalstraße 6 wird zukünftig nach Fertigstellung durch die Autobahn 3 (A3) in ihrer Bedeutung deutlich abgestuft. Die nach Norden bzw. Nordwesten (Kastoria, Albanien) gerichtete Straßenverbindung wird durch die Nationalstraße 15 dargestellt. Diese wird nach Fertigstellung durch die Autobahn 29 (Griechenland)|Autobahn 29 (A29) deutlich abgestuft.
- Nationalstraße 5, 20 und 22: Arta – Ioannina – Kakavia (albanische Grenze)

Die nach Süden (Arta) gerichtete Straßenverbindung wird zurzeit von der Nationalstraße 5 dargestellt. Deren Funktion wird nach Fertigstellung die Autobahn 5 (A5) übernehmen. Die nach Norden (Kakavia, albanische Grenze) gerichtete Straßenverbindung wird aktuell durch die Nationalstraßen 20 und 22 dargestellt. Beide können in Zukunft durch einen nordwärts gerichteten Weiterbau der A5 ersetzt werden.
- Nationalstraße 3/Autobahn 27 (A27): Larisa – Kozani – Ptolemaida – Florina – Niki (mazedonische Grenze)

Die nach Norden (Ptolemaida, Florina, Niki) bestehende Nationalstraße 3 ist von Kozani bis nach Ptolemaida bereits durch die A27 ersetzt. Ein Weiterbau über Amyndeo, Florina bis zur mazedonischen Grenze ist geplant. Die nach Süden (Larisa, Tyrnavos, Elassona, Servia, Kozani) gerichtete Nationalstraße bleibt vorläufig bestehen. Über einen Ausbau zur Autobahn (Weiterführung der A27 nach Süden) wird diskutiert.
- Autobahn 1 (A1, PATHE): Larisa – Katerini – Thessaloniki – Polykastro – Evzoni (mazedonische Grenze)
- Nationalstraße 67: Thessaloniki – Nea Moudania – Kallithea

Diese Verkehrsachse auf die Halbinsel Chalkidiki soll in Zukunft zum südlichen Teil der Autobahn 25 ausgebaut werden.
- Autobahn 25 (A25): Thessaloniki – Serres – Promachonas (bulgarische Grenze)
- Nationalstraße 12: Kavala – Drama – Exochi (bulgarische Grenze)
- Nationalstraße 58: Komotini – Nymfea (bulgarische Grenze)
- Nationalstraße 51: Alexandroupoli – Orestiada – Edirne (Türkei) – Svilengrad (Bulgarien)

### Luftverkehr
Folgende internationale/nationale Flughäfen Griechenlands liegen an der A2
- Ioannina (Pyrros Airport)
- Kozani (Filippos Airport)
- Thessaloniki (Makedonia Airport)
- Kavala (Megas Alexandros Airport)
- Alexandroupoli (Demokritos Airport)

### Schiffsverkehr (Häfen)
- Igoumenitsa
- Thessaloniki
- Kavala
- Alexandroupoli

## Beschilderung

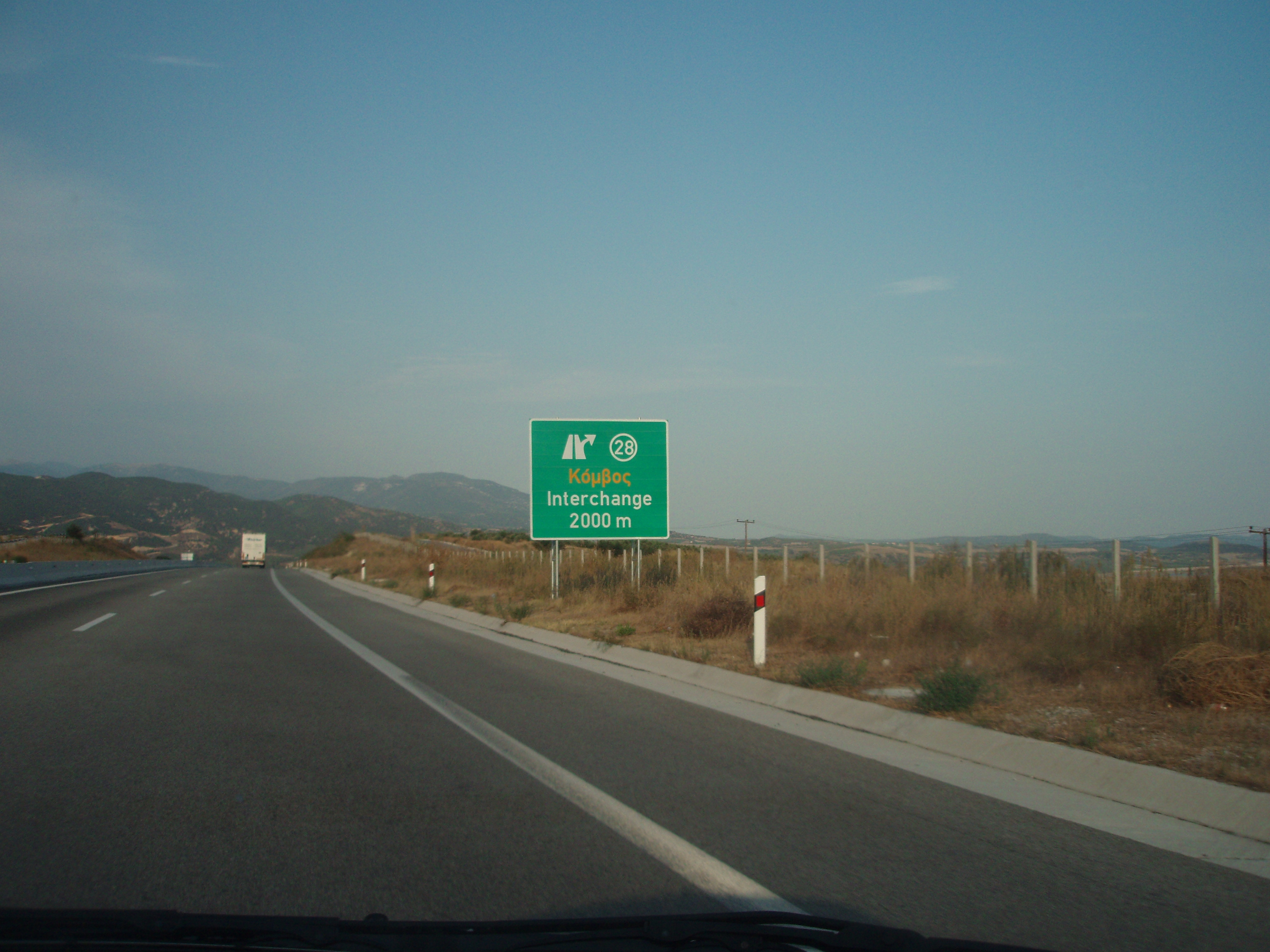
Schild, welches die Anschlussstelle Strymonas ankündigt.

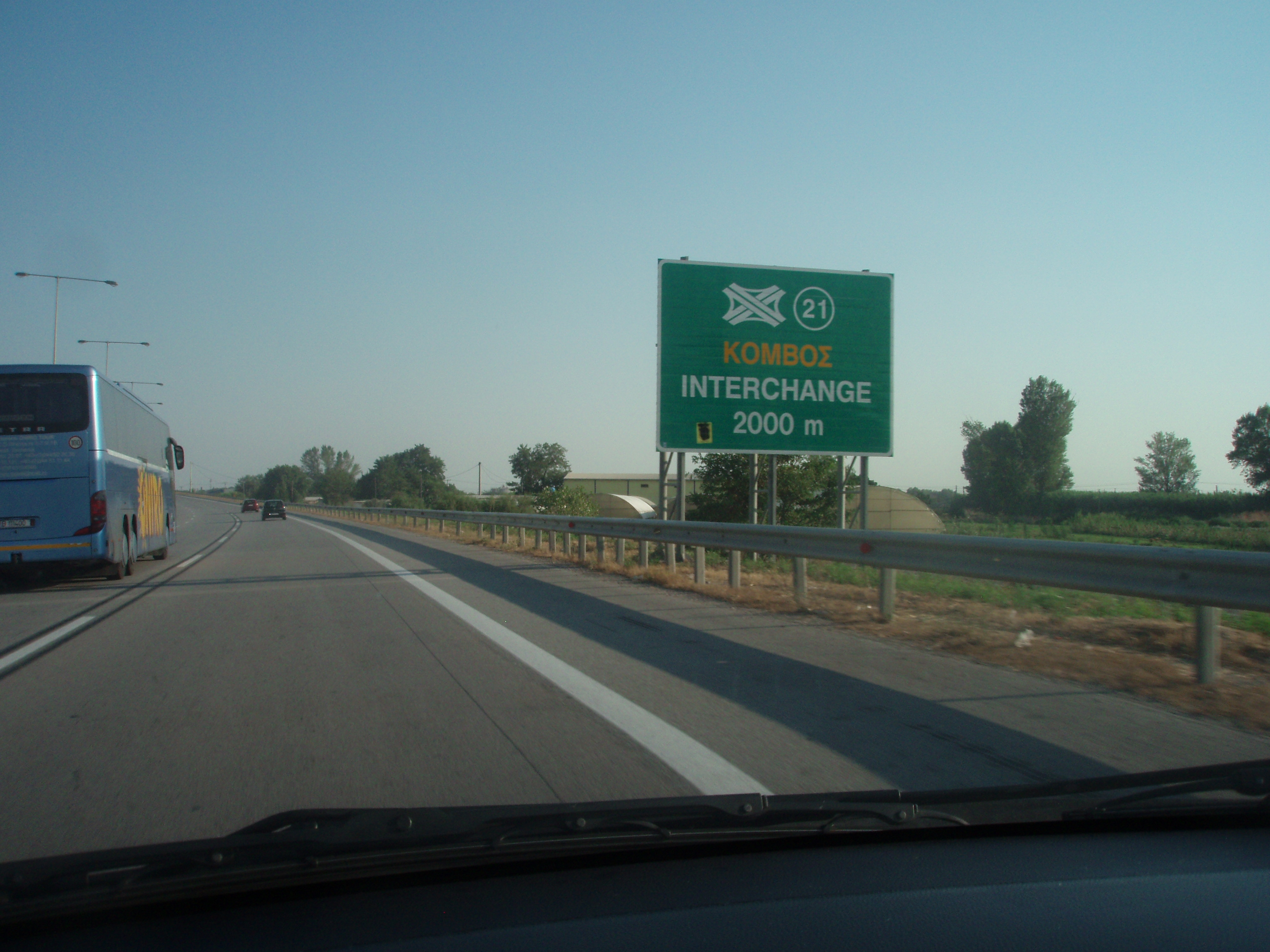
Schild, welches das Autobahnkreuz Kalochori (westlich von Thessaloniki) ankündigt.

Die griechischen Autobahnen sind an der Beschilderung mit grünen Hintergrund erkennbar. Die Nummernzeichen entsprechen den Nummernzeichen der deutschen Bundesautobahn, jedoch anstatt eines blauen Hintergrunds wird ein grüner verwendet und der Nummer ein Großbuchstabe A vorangestellt.
Die Beschriftung ist immer zweisprachig gehalten: die englischsprachige Beschilderung ist in weißen Buchstaben gehalten, die griechische in gelben Buchstaben.
Als Schrift wird DIN 1451 in einem Großteil der Fälle verwendet, alternativ finden sich auch andere Schriftarten. Die Beschriftung erfolgt teils in Großbuchstaben, teils in Kleinbuchstaben. Im Normalfall wird erst der griechische Name des Ortes angegeben, danach die in englischer Schreibweise.
Siehe zur Verdeutlichung auch: